# Макдонъл (планини)
Макдонел (на английски: MacDonnell Ranges) са планини в централната част на Австралия, разположени в южната част на Северната територия, в източната част на обширното Западноавстралийско плато. Простират се от запад на изток на протежение от 644 km и се състоят от две успоредни вериги, съставени от отделни хребети: северна верига – хребетите Сингълтън (844 m), Кобърн (893 m), Рейнолдс (998 m), Стюарт Блаф, Хартс (1128 m); южна верига – Кинтор (901 m), Ръсел (789 m), Джордж Хилс, Макдонъл (връх Зейл, 1531 m), Джеймс. Северната верига е изградена от гранити, гнайси и кварцити, а южната от шисти и пясъчници. Цялата планинска система е силно разчленена от дълбоки надлъжни долини на древни реки и напречни дефилета на епизодични (т.нар. крийкове) реки. На север са разположени крийковете Ландър, Хансън и др., на изток – Сандовър и др., а на югоизток, към басейна на езерото Еър „текат“ Хей, Пленти, Хейл, Тод, Финк и др. Климатът е тропичен, сух с годишна сума на валежите в град Алис Спрингс е 228 mm. Склоновете на планините са заети от редки житни треви от вида спинифекс (Spinifex), а по долините на крийковете растат евкалипти, червен камед, акации. В източната част на планините, точно на Южната тропичеста окръжност, в центъра на континента е разположен град Алис Спрингс, през който преминава трансавстралийската автомагистрала и трансавстралийската телеграфна линия.
Планините Макдонъл са открити на 13 април 1860 г. от шотландския изследовател на Австралия Джон Макдоуъл Стюарт, по време на неговото първо неуспешно пресичане на Австралия от юг на север, който ги наименува в чест на тогавашния (1855 – 1862) губернатор на Южна Австралия Ричард Макдонъл (1814 – 1881). По-късно планините са дооткрити, изследвани и картирани от много други австралийски изследователи.

## Забележителности
- На изток от Алис Спрингс:
  - Пролуката Емили
  - Пролуката Джеси
  - Клисурата Трефина
  - Клисурата Н'Дала
- На запад от Алис Спрингс:
  - Пролуката Симпсън
  - Пропастта Стандли
  - Клисурата Серпентине
  - Ямата Окре
  - Клисурата Редбанк
  - Клисурата Глен Хелен
  - Палмовата долина
  - Връх Сондер
  - Връх Зейл

## Галерия
- Връх Сондер (1380 метра)
- Палмовата долина
- Връх Гилес (1389 метра)
- Ямата Окре
- Алис Спрингс
- Изглед от западната част на Макдонел